# Christopher P. Jones
Christopher Prestige Jones (* 21. August 1940 in Chislehurst, Kent) ist ein britischer, kanadischer und US-amerikanischer Altphilologe, Althistoriker und Epigraphiker.

## Leben
Christopher P. Jones studierte an der Oxford University und schloss 1962 mit dem Bachelor of Arts in Literae humaniores ab. An der Harvard University wurde er 1965 in Klassischer Philologie promoviert (Ph. D.). Er lehrte darauf von 1965 bis 1992 als Professor Klassische Philologie an der Universität Toronto. Im Jahr 1992 folgte er dem Ruf auf den Lehrstuhl für Klassische Philologie und Geschichte an der Harvard University, an der er ab 1997 bis zu seiner Emeritierung im Jahr 2010 als George Martin Lane Professor of the Classics and History lehrte. Gastprofessuren führten ihn an die École normale supérieure de jeunes filles in Paris (1979), die École normale supérieure in Paris (1992), das Collège de France in Paris (2001), die florentinische Abteilung des Istituto Italiano di Scienze Umane (in Florenz das Istituto di Studi Umanistici, 2004) und die University of California, Berkeley (2010). In unterschiedlichen Positionen war er mehrfach Mitglied und Gast am Institute for Advanced Study.
Jones’ Forschungsschwerpunkte sind die Sozialgeschichte des Römischen Kaiserreichs, die griechische und lateinische Literatur der Kaiserzeit (insbesondere Plutarch, Dion Chrysostomos, Lukian, Philostratos, Apuleius), die Geschichte des Hellenismus, das frühe Christentum, die Spätantike und die griechische Epigraphik.
Jones ist Mitglied zahlreicher Gelehrtengesellschaften und Institutionen, darunter der Royal Society of Canada (1987), des Deutschen Archäologischen Instituts (korrespondierend seit 1992), der American Philosophical Society (1996), der American Academy of Arts and Sciences (1998) und der Académie des inscriptions et belles-lettres (korrespondierend ab 2011, ausländisches Mitglied seit 2017).

## Veröffentlichungen (Auswahl)
Monographien
- Plutarch and Rome. Oxford University Press, Oxford 1971.
- The Roman World of Dio Chrysostom. Harvard University Press, Cambridge 1978.
- Culture and Society in Lucian. Harvard University Press, Cambridge 1986, ISBN 0-674-17974-9.
- Kinship diplomacy in the ancient world. Harvard University Press, Cambridge 1999, ISBN 0-674-50527-1.
- New Heroes in Antiquity: From Achilles to Antinoos. Harvard University Press, Cambridge 2010, ISBN 978-0-674-03586-7.
- Between Pagan and Christian. Harvard University Press, Cambridge 2014, ISBN 978-0-674-72520-1.

Textausgaben mit Übersetzung
- Philostratus: The Life of Apollonius of Tyana. (= Loeb Classical Library. Bände 16 und 17). Harvard University Press, Cambridge 2005, ISBN 0-674-99613-5 und ISBN 0-674-99614-3.
- Philostratus: Letters of Apollonius, Ancient Testimonia, Eusebius’s Reply to Hierocles. (= Loeb Classical Library. Band 458). Harvard University Press, Cambridge 2006, ISBN 0-674-99617-8.
- Apuleius: Apologia, Florida, De Deo Socratis. (= Loeb Classical Library. Band 534). Harvard University Press, Cambridge 2017, ISBN 978-0-674-99711-0.